# 牛津大學聖史蒂芬院
牛津大學聖史蒂芬院（St Stephen’s House, Oxford。當地稱：Staggers）是牛津大學的一所永久私人學堂，由英國國教管理，教授神學。此院由牛津運動的成員成立于1876年，主要創始人是後來的林肯主教、當時的牛津大學神學教授（Regius Professor of Pastoral Theology）愛德華·金（Edward King）。